# Mirufens tubipennis
Mirufens tubipennis är en stekelart som beskrevs av Lou, Cong och Yuan 1997. Mirufens tubipennis ingår i släktet Mirufens och familjen hårstrimsteklar. Inga underarter finns listade i Catalogue of Life.